# Marolles-en-Beauce
Marolles-en-Beauce es una comuna francesa situada en el departamento de Essonne, en la región de Isla de Francia.

## Demografía
| 140 | 106 | 102 | 117 | 160 | 190 | 238 |
| Para los censos de 1962 a 1999 la población legal corresponde a la población sin duplicidades (Fuente: INSEE [Consultar]) |     |     |     |     |     |     |